# آرژانتین در المپیک تابستانی ۱۹۶۰
آرژانتین در بازی‌های المپیک تابستانی ۱۹۶۰ که در شهر رم برگزار شد، کاروان آرژانتین با ۹۱ ورزشکار در این رقابت‌ها شرکت کرد و موفق به کسب ۲ مدال (۰ طلا، ۱ نقره، ۱ برنز) شد. در جدول رتبه‌بندی توزیع مدال‌ها، آرژانتین در ردهٔ ۳۰ مسابقات قرار گرفت.